# Literatura română postmodernă
Postmodernismul s-a declanșat în literatura română în a doua jumătate a anilor șaizeci și continuă să existe până în zilele noastre. Problematica delimitării acestui curent, recunoscut pentru dificultatea de a primi o definiție unică, implică nevoia de raportare la o direcție literară opusă desfășurată sincron, anume modernismul. În cultura română, regimul politic a favorizat opere care să continue direcția modernistă manifestată în perioada interbelică, în schimb mușamalizând creațiile autorilor interesați de o estetică nouă, de avangardă. De aceea, literatura postmodernă s-a desfășurat până la sfârșitul anilor optzeci în mod subteran, materializându-se în activitatea mai multor grupuri și cenacluri literare. Din 1990, s-au publicat multe dintre operele cenzurate în deceniile anterioare; noile creații reflectă direct schimbarea regimului politic în România către unul permisiv.

## „Neo-modernismul“ și reacții împotriva sa
Primele reacții împotriva poeticii moderniste „oficiale” a anilor șaizeci au venit de la „grupul oniric” (Leonid Dimov, Emil Brumaru, Vintilă Ivănceanu, Dumitru Țepeneag). Lor li se vor adăuga, dar nu în mod necesar programatic, mai vechea Școală de la Târgoviște a prozatorilor Radu Petrescu, Mircea Horia Simionescu, Costache Olăreanu (pentru care o primă ocazie de manifestare se declanșează abia acum), Cenaclul de luni (condus de Nicolae Manolescu), Cenaclul Junimea (al criticului Ovid S. Crohmălniceanu) Cenaculul Universitas, condus de Mircea Martin. Este momentul în care se impune în literatură „Generația optzeci”, recunoscută drept cea mai orgolioasă dintre manifestările artistice din a doua jumătate a secolului al XX-lea.
După o modernitate manifestată și dezvoltată organic, în perioada interbelică, a urmat epoca neagră a proletcultismului, când au fost scrise foarte puține opere literare de valoare. În anii 1960, tradiția modernistă a fost reînnodată prin apariția unui curent denumit de Mircea Cărtărescu în studiul său, „Postmodernism românesc”, tardo-modernism, iar în alte surse, neo-modernism. Excepție făceau prozatorii din grupul Școlii de la Târgoviște (Mircea Horia Simionescu, Radu Petrescu, Costache Olăreanu, Tudor Țopa), cei din grupul oniric (Dumitru Țepeneag sau Leonid Dimov) sau marele poet Mircea Ivănescu. Prima izbucnire s-a produs în anii optzeci, când un grup de poeți, grupați în jurul profesorului Nicolae Manolescu au format Cenaclul de luni, în timp ce prozatorii, grupați în jurul profesorului Ovid S. Crohmălniceanu au continuat să frecventeze Cenaclul Junimea. Grupurile acestea au debutat în câteva volume colective, apoi s-au afirmat în volume colective. Între trăsăturile cele mai evidente s-ar putea aminti amestecul de narativitate și lirism în poezie, oralitatea expresiei, pastișa, parodia, colajul, jocurile de limbaj. În fond, tipologia postmodernă s-ar putea defini tocmai prin lipsa unei tipologii riguroase, prin extremă mobilitate și amestec voit al genurilor.

## Generalități
Este greu, dacă nu imposibil, de împăcat punctele de vedere ale teoreticienilor asupra dimensiunii postmodernismului și mai cu seamă de a o sintetiza în doar câteva principii. Căci zonele în care liniile ce desenează hărți atât de diferite, se intersectează, nu sunt prea numeroase. Iată totuși câteva puncte de vedere ale unora dintre cei mai autorizați comentatori români ai fenomenului.
În proză, postmodernismul presupune textualism, un mod de a organiza povestirea sau romanul; trecerea de la proza auctorială la proza autoreflexivă; predilecția pentru fragment și o nouă relație cu cititorul, afirmă Eugen Simion. Poezia postmodernă – consideră Nicolae Manolescu – își împrumută criteriul poeticului din aceea modernă, cu deosebire că se arată mult mai îngăduitoare în preferințele și în idiosincrasiile ei. Epoca postmodernă nu inventează cu adevărat o nouă poezie, așa cum inventase epoca modernă. Monica Spiridon îl consideră în schimb doar un mit cultural și nimic altceva. Mircea Cărtărescu, dimpotrivă, accentuează latura autobiografică, realistă, orală și prozaizantă a curentului. Ion Bogdan Lefter evidențiază legăturile dintre postmodernism și experimentul literar românesc din anii '60-'70. Gheorghe Perian scrie că în literatura română ”există două postmodernisme: cel al creatorilor, care posedă particularități naționale (este deci un postmodernism românesc), și cel al specialiștilor, care prezintă trăsături de universalitate”. Pe lângă toate acestea postmodenismul mai înseamnă joc, combinație, ironie, retorică, eliberarea fanteziei și împrumutarea limbajului familiar, dar și ingenioase construcții din „prefabricate”. Iar lista trăsăturilor ar putea fi amplificată.

## Grupuri literare postmoderne românești
- Grupul oniric s-a constituit prin anii 1960 (cel mai probabil în 1964) de către Leonid Dimov, Emil Brumaru, Vintilă Ivănceanu și Dumitru Țepeneag, cărora li s-au adăugat ulterior Virgil Mazilescu, Daniel Turcea ș.a. Vag apropiat de literatura onirică romantică, dar mai ales de estetica suprarealistă, a fost rapid interzis de cenzura comunistă.  Dumitru Țepeneag s-a refugiat la Paris unde trăiește și azi, iar ceilalți au fost marginalizați.

- Școala de la Târgoviște se referă la un grup de prozatori, între care Radu Petrescu, Costache Olăreanu și Mircea Horia Simionescu – grupul fusese numit astfel pentru că ei s-au întâlnit la școală din orașul Târgoviște; de fapt, doar Mircea Horia Simionescu era originar din Târgoviște – ale căror trăsături, recunoscute chiar de ei, sunt subiectivitatea, hazardul și jocul.

- Grupul de la Brașov(Cenaclul 19)- reprezentat mai bine în anii 1990 de câțiva poeți și prozatori originari din Brașov, așa cum sunt Andrei Bodiu, Caius Dobrescu, Alexandru Mușina, Simona Popescu, Angela Nache Mamier, Ioan Pop Barassovia, Gheorghe Craciun și alții.

- Cenaclul de luni, al studenților din Centrul Universitar București, condus de Nicolae Manolescu, a reprezentat nucleul bucureștean al poeziei noii generații, numită și generația ’80 sau optzeciști ori generația în blugi. A fost înființat în anul 1977 și desființat în 1984 de secretariatul P.C.R. al Universității, care îl considera subversiv. Volumele colective emblematice ale grupului au fost antologiiile de poezie, Aer cu diamante de grupul Mircea Cărtărescu, Traian T. Coșovei, Florin Iaru și Ion Stratan, publicată în 1982 și Cinci cu Bogdan Ghiu, Ion Bogdan Lefter, Mariana Marin, Romulus Bucur și Alexandru Mușina, apărută în 1983.

- Cenaclul Universitas (1983-1990), al studențiolor din Centrul Universitar București, condus de Mircea Martin.

- Cenaclul Junimea, al studenților din Facultatea de Filologie din București, din anii șaptezeci și optzeci, condus de criticul Ovid S. Crohmălniceanu. Volumul cult al grupului este Desant ’83 (1983) care conține proză scurtă, scrisă de șaisprezece tineri debutanți, printre care se numărau, Mircea Nedelciu, Nicolae Iliescu, Cristian Teodorescu, Călin Vlasie, Ion Bogdan Lefter, Gheorghe Crăciun, George Cușnarencu, Mircea Cărtărescu și alții.

- Grupul Echinox, format la Cluj, după 1975, în jurul revistei cu același nume, Echinox, avându-i ca reprezentanți pe Ion Mureșan, Marta Petreu, Aurel Pantea (poeți), respectiv pe Alexandru Vlad, Ioan Groșan, Octavian Soviany (prozatori) etc.

- Cenaclul Litere, condus la sfârșitul anilor nouăzeci de poetul Mircea Cărtărescu, care a dat mai multe promoții de poeți și prozatori tineri.

- Cenaclul Pavel Dan din Timișoara, condus de Viorel Marineasa, începând cu anii 1970 până în 1989, când s-au format aici poeți și prozatori ca: Ion Monoran, Adrian Derlea, Mircea Bârsilă, Eugen Bunaru, Petru Ilieșu, Ioan Crăciun, Simona-Grazia Dima, Marcel Tolcea, Ioan T. Morar, Gheorghe Pruncuț, Daniel Vighi, Mircea Pora, Viorel Marineasa, Lucian Petrescu, Horia Dulvac, mai apoi Rodica Dragincescu, Marian Oprea. După 1990 au apărut nume noi, îndeosebi în poezie: Robert Șerban, Adrian Bodnaru, referent cultural fiind acum prozatoarea Dana Gheorghiu. Din 1996 până în prezent, coordonatorul (îndrumătorul) cenaclului este poetul Eugen Bunaru, perioadă în care s-a afirmat un nou val de tineri scriitori (douămiiști): Tudor Crețu (poet, prozator, critic literar), Alexandru Potcoavă (poet, prozator), Adriana Tudor Gâtan (poetă), Cătălina George (poetă), dar și mai tinerii (poeți și prozatori) postdouămiiști: Moni Stănilă, Marius Aldea, Aleksandar Stoicovici, Alexandru Colțan, Eliana Popeți, Ionuț Ionescu, Octavia Sandu, Ioana Duță, Beatris Serediuc, Ariana Perhald, Nicoleta Papp. Tot în această perioadă, au fost publicate, la Editura Marineasa, două antologii poetice (selecția și prefața de Eugen Bunaru) Dintr-o respirație. Generația 2000 (Ed. Marineasa, 2003) și Pavel Dan 50 (Ed. Marineasa 2008).

## Scriitori postmoderni de limba română
S-a remarcat la noi în mod deosebit generația deceniului nouă, reprezentații ei fiind porecliți „optzeciști”. Dintre cele mai cunoscute nume, îi amintim pe:
- prozatorii: Ioan Mihai Cochinescu, Gheorghe Crăciun, Răzvan Petrescu, Ștefan Agopian, Sorin Preda, Mircea Cărtărescu, Cristian Teodorescu, Ioan Lăcustă, Nicolae Iliescu, George Cușnarencu, Mircea Daneliuc, Ioan Groșan, Bedros Horasangian, Mircea Nedelciu, Stelian Tănase, Adriana Bittel, Vasile Andru, Florin Șlapac, Alexandru Vlad, Adrian Oțoiu, Daniel Vighi, Horia Dulvac, Nicolae Stan, Șerban Tomșa

- poeții: Elena Ștefoi, Marta Petreu, Liviu Ioan Stoiciu, Ion Stratan, Nichita Danilov, Romulus Bucur, Florin Iaru, Matei Vișniec, Alexandru Mușina, Magdalena Ghica, Mariana Marin, Mariana Codruț, Ion Mureșan, Petruț Pârvescu, Mircea Bârsilă, Ioan Es. Pop,  Mihail Gălățanu, Călin Vlasie, Cristian Popescu, Simona Popescu, Marcel Tolcea,  Daniel Pișcu, Liviu Antonesei, Mircea Cărtărescu, Horia Gârbea, Marian Drăghici, Paul Vinicius, Paul Aretzu, Adrian Alui Gheorghe, Eugen Bunaru Costel Stancu, Cassian Maria Spiridon, Christian W. Schenk, Dumitru Găleșanu, Angela Nache Mamier,Ioan Pop Barassovia.

Mișcarea a avut un succes semnificativ și între autorii de limbă română de peste Prut, îndeosebi în poezie. Nume mai cunoscute sunt: Valeriu Matei, Nicolae Popa, Lorina Bălteanu, Emilian Galaicu-Păun, Nicolae Leahu, Vasile Gârneț, Eugen Cioclea, Călina Trifan, Maria Șleahtițchi, Andrei Țurcanu, Kirill "Got" Goncrarov, Andreea Russo.

## Tehnici ale creației postmoderniste
După Nicolae Leahu: 
Postmodernismul este un curent literar ce se manifestă în literatura română aproximativ din anii 80 ai secolului trecut, aspirînd să depășească (neo)modernismul prin asumarea și regîndirea simultană a relației cu tradiția în cea mai largă accepție a acesteia. În felul acesta, se instaurează în cîmpul literar o poezie (auto)biografică, realistă, (inter)textualistă, „metafizică”, inaugurînd o amplă deschidere asupra realului. Interesul nedisimulat pentru prezent, citadin, actualitate (culturală, socială, științifică), autenticitate, concretețea existenței se conjugă cu situarea programatică a eului în universul Textului, care reflectă și se autoreflectă, se scrie și se rescrie, polemizează, parodiază, pastișează parodic sau acumulează „prefabricate” din orice zonă a livrescului, de la patrimoniul literar național și universal la cele mai vechi sau recente descoperiri științifice sau tehnologice și la evenimentele de cultură. Numeroasele procedee ale intertextualității, utilizate de obicei cu o intenție ironică sau ludică, au și o necesară funcție ornamentală, de compensare a metaforei, înlocuită de metonimie ca figură dominantă a paradigmei moderniste. Recuperînd stilurile vechi și convențiile cestora, postmodernismul dialoghează cu trecutul cultural pe care, spre deosebire de moderniști, nu-l găsește secătuit de resurse, extenuat, ci suficient de util pentru a fi recondiționat și reintegrat unei viziuni care-l reabilitează ca fapt de experiență încheiată, de istorie și de memorie.

## Legături externe
- Limba și literatura română: MODERNISMELE ȘI POSTMODERNISMUL sau pluralitatea vocilor identității
- Literatura postmodernă, o literatură controversată Arhivat în 1 martie 2016, la Wayback Machine.

Format:ModPostModROU